# Klaus Hilgemann
Klaus Hilgemann (* 25. Juni 1945 in Münster; † 3. Februar 2022 in Münster) war ein deutscher Bibliothekar.

## Leben und Wirken
Klaus Hilgemann studierte nach seiner Reifeprüfung am Johann-Conrad-Schlaun-Gymnasium in Münster Skandinavistik, Anglistik, Germanistik und Romanistik an der Universität Münster. Das Staatsexamen für den höheren Schuldienst legte er 1972 ab, seine Promotion erfolgte 1976. Es folgte die Ausbildung für den höheren Bibliotheksdienst; die hierfür erforderliche Fachprüfung absolvierte er 1979 am Bibliothekar-Lehrinstitut des Landes Nordrhein-Westfalen. Seine bibliothekarische Tätigkeit begann an der Bibliothek der Pädagogischen Hochschule Westfalen-Lippe in Münster. Diese Bibliothek wurde 1981 in die Universitätsbibliothek Münster als Fachbibliothek Sozialwissenschaften eingegliedert. Bis zum Eintritt in den Ruhestand 2010 arbeitete Hilgemann an der Universitätsbibliothek Münster, seit 1992 als Bibliotheksdirektor und stellvertretender Direktor dieser Bibliothek. Zu seinen Aufgaben gehörte neben der Arbeit als Fachreferent u. a. die Betreuung der dezentralen Fachbibliotheken der Universität Münster sowie die Bibliotheks- und Personalverwaltung. 
Hilgemann war außerdem tätig in der Arbeit des "Vereins Deutscher Bibliothekare" (VDB), sei es in dessen Fachreferatskommission oder im Vereinsvorstand. Von 1997 bis 1999 war er Vorsitzender des VDB. 

## Schriften
- Die Semantik der Eigennamen. Untersuchung zur Struktur der Eigennamenbedeutung anhand von norwegischen Beispielen (= Göppinger Arbeiten zur Germanistik, Bd. 237). Kümmerle, Göppingen 1978 (Dissertation Universität Münster), ISBN 3-87452-390-X.
- Bestandsaufbau in der Nordistik. Untersuchungen zur Erwerbungspolitik deutscher Hochschulbibliotheken in einem sogenannten "Kleinen Fach". Bibliothekar-Lehrinstitut des Landes Nordrhein-Westfalen, Köln 1979.
- Kurze Geschichte der Zweigbibliothek Scharnhorststraße in der Universitätsbibliothek Münster. In: Helga Oesterreich (Hrsg.): Bibliothek in vier Jahrhunderten. Jesuitenbibliothek, Bibliotheca Paulina, Universitätsbibliothek in Münster 1588–1988 (= Schriften der Universitätsbibliothek Münster, Bd. 2). Aschendorff, Münster 1988, S. 137–152, ISBN 3-402-05345-4.
- Eigennamen und semantische Strukturen. In: Germanistische Linguistik, Bd. 98–100 (1989), S. 21–40.
- Kooperative Sacherschließung im Nordrhein-westfälischen Verbund aus der Sicht der Universitätsbibliothek Münster. In: Engelbert Plassmann (Hrsg.): Wissenschaftliche Bibliotheken im vereinten Deutschland (= Zeitschrift für Bibliothekswesen und Bibliographie, Sonderhefte, Bd. 54). Klostermann, Frankfurt/M. 1992, S. 310–319, ISBN 3-465-02533-4.
- (Hrsg., mit Peter de Boekhorst): Die effektive Bibliothek. Roswitha Poll zum 65. Geburtstag. Saur, München 2004, ISBN 978-3-598-11669-8.
- Hose, Brille, Dutt und grüne Latzhose. Eine nicht ganz ernst gemeinte Plauderei über das Image von Bibliothekaren in der Öffentlichkeit. In: Axel Halle (Hrsg.): Das historische Erbe in der Region. Festschrift für Detlev Hellfaier. Aisthesis-Verlag, Bielefeld 2013, S. 113–124, ISBN 978-3-89528-880-7.